# Vrolijk België
Vrolijk België was een Belgisch cabaretduo gevormd door Wim Helsen en Randall Casaer. Zij debuteerden in 1998 en wonnen in datzelfde jaar de juryprijs op het Humorologie-festival in Marke, België.
Vrolijk België bestond twee jaar en een half. In december 2000 werd het duo ontbonden. Een half jaar later begon Helsen solo cabaret te spelen, maar hij bleef samenwerken met Casaer voor de regie van zijn shows.

## Programma's
- Huppen in brak water
- Geheimzinnig dansen